# 凯娅·乔塔
凯娅·罗丝·弗林萨姆·乔塔（英語：Kaiya Rose Flintham Jota；2006年2月5日—），菲律宾和美国女子足球运动员，司职守门员，目前效力于菲律宾国家女子足球队。她曾代表菲律宾参加2023年国际足联女子世界杯。